# Edwin Wagensveld
Edwin Wagensveld (1969) is een in Duitsland woonachtige Nederlandse anti-Islam activist en voorman van Pegida in Nederland. Hij verkrijgt regelmatig media-aandacht met het verbranden van de Koran en andere anti-islamitische protesten.

## Activiteiten
Wagensveld is sinds november 2014 de voorman van Pegida in Nederland. Hij was toentertijd de eigenaar van een internetbedrijfje dat zich bezighield met de verkoop van niet verboden wapens, zelfverdedigingsproducten en buitensportartikelen.  Hij woont in Duitsland nabij de Nederlandse grens, en reist regelmatig naar Nederland voor het organiseren van demonstraties en protestacties tegen de invloed van de Islam op de Nederlandse samenleving. Hij is een zelfverklaard aanhanger van Geert Wilders. In 2016 werd bekend dat hij in een groep samen met Tatjana Festerling aan de grens tussen Bulgarije en Turkije patrouilleerde om illegale immigranten tegen te houden.
In 2018 werd Edwin Wagensveld in Duitsland veroordeeld tot een gevangenisstraf van 33 maanden wegens belastingontduiking. In november 2023 werd hij veroordeeld tot een taakstraf omwille van een groepsbelediging aan het adres van moslims.